# Jardres
Jardres – miejscowość i gmina we Francji, w regionie Nowa Akwitania, w departamencie Vienne.
Według danych na rok 1990 gminę zamieszkiwało 831 osób, a gęstość zaludnienia wynosiła 40 osób/km² (wśród 1467 gmin regionu Poitou-Charentes Jardres plasuje się na 368. miejscu pod względem liczby ludności, natomiast pod względem powierzchni na miejscu 374.).